# 马来西亚女权主义

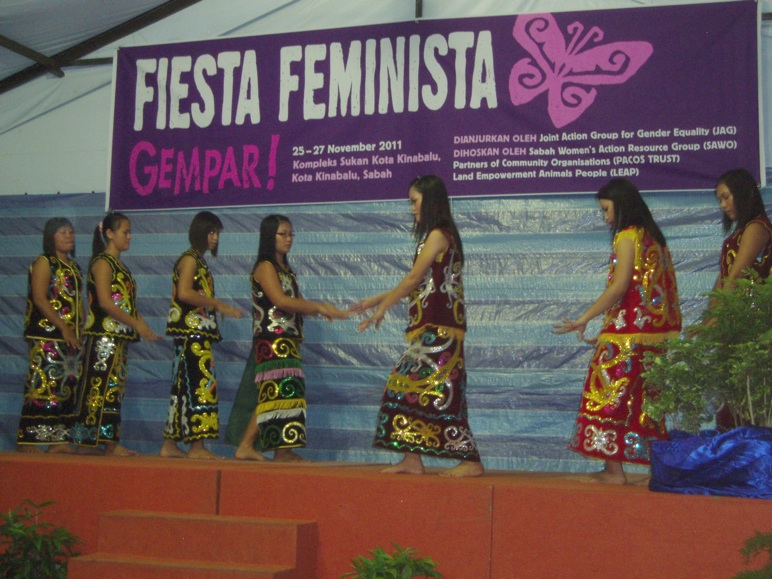
沙巴亚庇嘉年华女权运动

马来西亚的女权主义运动是一个由妇女组织组成的多元文化联盟，致力于结束基于性别的歧视、骚扰和对妇女的暴力。女权主义妇女组织最初于1980年代中期作为妇女庇护所出现，后来与其他社会正义运动建立了联盟关系。如今，马来西亚的女权主义运动是该国民间社会中最活跃的力量之一。
1995年，马来西亚政府签署了联合国《消除对妇女一切形式歧视公约》（CEDAW），该公约第二条明确规定国家宪法和法律必须体现男女平等，以保障女性的全面发展和提升，以及男女的平等自由权利。
2019年3月9日，配合三八妇女节，逾300人走上街道游行，呼吁争取更多的女性权益。

## 著名人物
- 玛利亚陈，女权主义者和人权活动家
- 玛丽娜·马哈迪，人权活动家和作家，前首相马哈迪·莫哈末的女儿